# Abella obrera

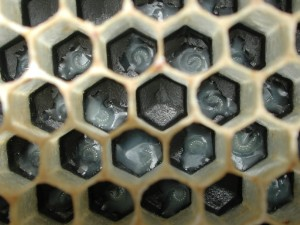
Larves en cel·les, alimentades durant tres dies amb gelea real

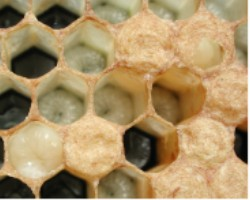
Larves d'obreres en posició d'opercle, després del novè dia

Les abelles obreres són les abelles femelles infèrtils. Un rusc té normalment de 30.000 (una càmera de cria) a 80.000 (quan té diversos compartiments) individus dels quals gairebé la seva totalitat són obreres. Les obreres són femelles més petites que la reina i tenen l'aparell reproductor atrofiat (no són funcional); només en alguns casos d'orfandat les obreres ponen ous, que no estan fecundats, dels que sortiran abellots de mida més petita que els posts per la reina.
Els insectes en la seva fase adulta tenen una vida curta, que es limita a una determinada època de l'any, generalment a la primavera i l'estiu; viuen 65 dies de mitjana. A la tardor i l'hivern les obreres viuen entre 90 i 120 dies. Les abelles, en canvi, tenen una major longevitat que altres insectes; la durada de la seva vida depèn de factors com el sexe i l'activitat exercida.
Al llarg de la seva vida, les obreres realitzen diferents tasques segons la seva edat, per exemple, fins als 21 dies no surten del rusc (obreres d'interior), i realitzen diferents funcions.
Les obreres tenen diverses característiques específiques: la seva mida és més petita que la de les altres components del rusc i el seu abdomen també és més curt. A més, tenen un aparell bucal molt desenvolupat, amb una llengua molt llarga, que els permet obtenir el nèctar que emmagatzemen al pap melari per transportar al rusc.
Tenen una visió molt desenvolupada, ja que la necessiten per a la recol·lecció o localització. En les potes posteriors, posseeixen una modificació denominada corbícula que els permet transportar el pol·len i el pròpolis. També posseeixen un raspall de pèls on queden recollits els grans de pol·len; quan aquest raspall és ple, passen el pol·len a la corbícula i el transporten al rusc.

## Glàndules i òrgans de les obreres

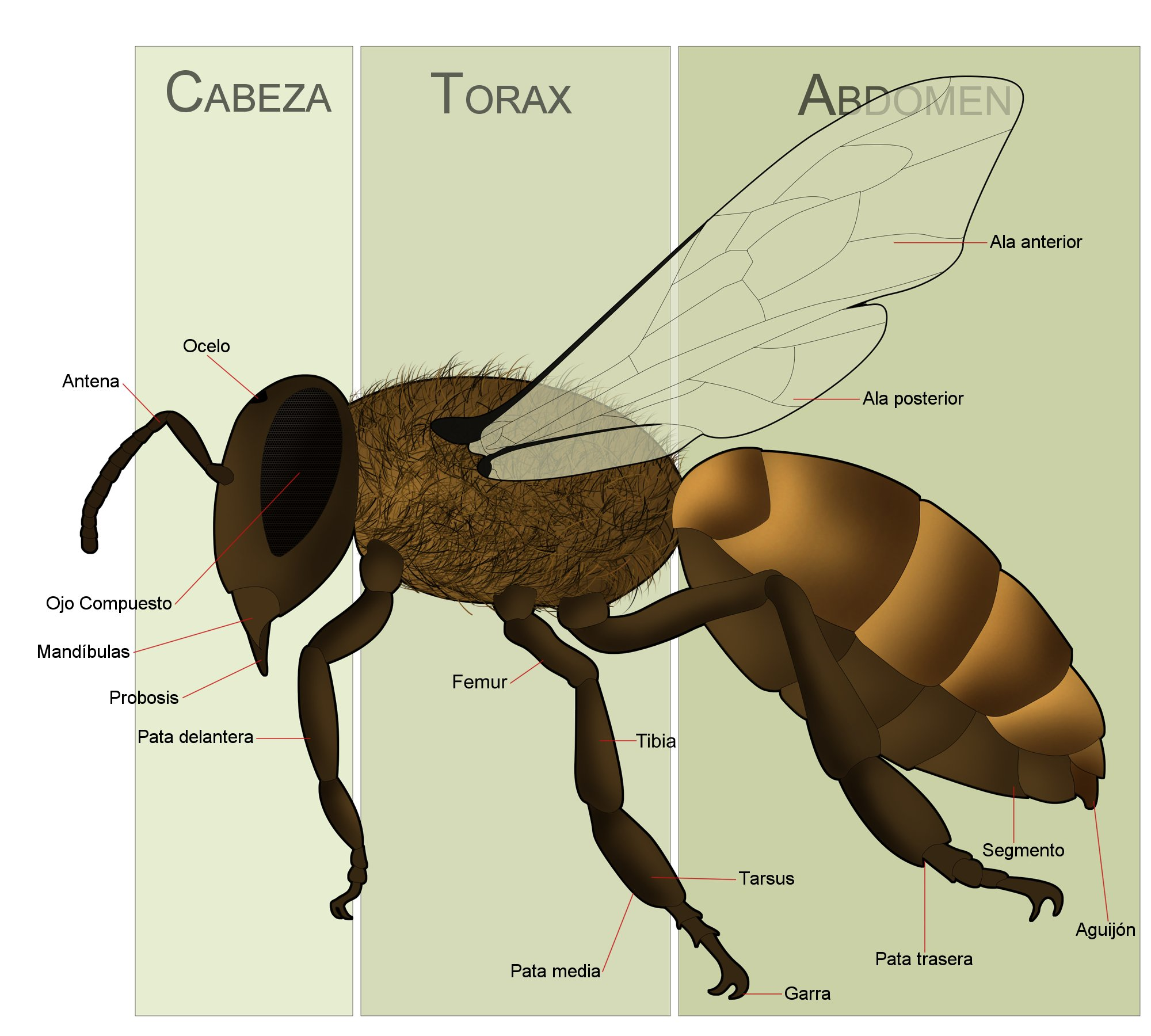
Anatomia de l'abella

Una característica molt important de les obreres és que són l'única casta del rusc que posseeixen en el seu abdomen quatre parells de glàndules encarregades de produir la cera que s'utilitza en l'elaboració i arranjament de les cel·les de les bresques de cera.
En el seu abdomen, també posseeixen glàndules de Nassanoff encarregades de produir l'olor característica de la colònia. Es pot veure a les abelles en la piquera amb la glàndula de Nassanoff oberta, cridant als altres perquè ingressin a ella. Aquest comportament és molt característic perquè es pot apreciar com l'abella eleva l'abdomen, per sobre del tòrax i del cap. D'aquesta manera criden i orienten a les obreres quan la colònia està revolta reconeixent-se amb les de la mateixa colònia.
La glàndules galactògenes, presents a la part superior davantera del cap i al tòrax, són les encarregades de produir la gelea reial que és l'aliment de les larves en els seus primers tres dies i el de l'abella reina durant tota la seva vida.
L'ovopositor atrofiat s'ha convertit en un agulló que utilitzen com a aparell defensiu. Aquest té forma d'arpó, per la qual cosa, després de clavar-lo, i llevat que piqui a un cos adipós com ara el d'una altra abella, l'obrera mor perquè el fibló queda atrapat i estripa part de l'abdomen de l'obrera. Al final de l'agulló hi ha la vesícula del verí, encarregada d'introduir el verí d'abella (apitoxina) mitjançant moviments contràctils. L'agulló s'ha de treure raspant amb un objecte afilat (navalla), ja que si es fa amb els dits, introduirem tot el verí a l'estrènyer.
L'obrera presenta en el seu tòrax l'estómac de la mel, on ingressa el nèctar succionat, que després es transforma en mel.
En el tercer parell de potes hi ha una adaptació especial anomenada corbícula, que és on l'abella mitjançant de pintes raspadors, aglutina els grans de pol·len, que transporta a la seva colònia o rusc.

## Alimentació amb larves
Les larves d'abelles poden ser utilitzades en l'alimentació humana, per exemple, en la gastronomia del Japó són presents, on les anomenen hachinoko, tot i que no són un plat habitual. En països amb més tradició en la cuina d'insectes és comú el seu consum.

## Cicle de l'obrera
| Tipus  | Ou     | Larva  | D'opercle | Període desenvolupament | Fertilitat |
| ------ | ------ | ------ | --------- | ----------------------- | ---------- |
| Obrera | 3 dies | 6 dies | 9 dies    | 21 dies                 | No en té   |

| Dies començament estadi larval | Pes de la larva |
| ------------------------------ | --------------- |
| 2                              | 4/3 mg          |
| 3                              | 33.3 mg         |
| 4                              | 100.1 mg        |
| 5                              | 134.5 mg        |
| 6                              | 155.2 mg        |